# فردیناند قازاریان

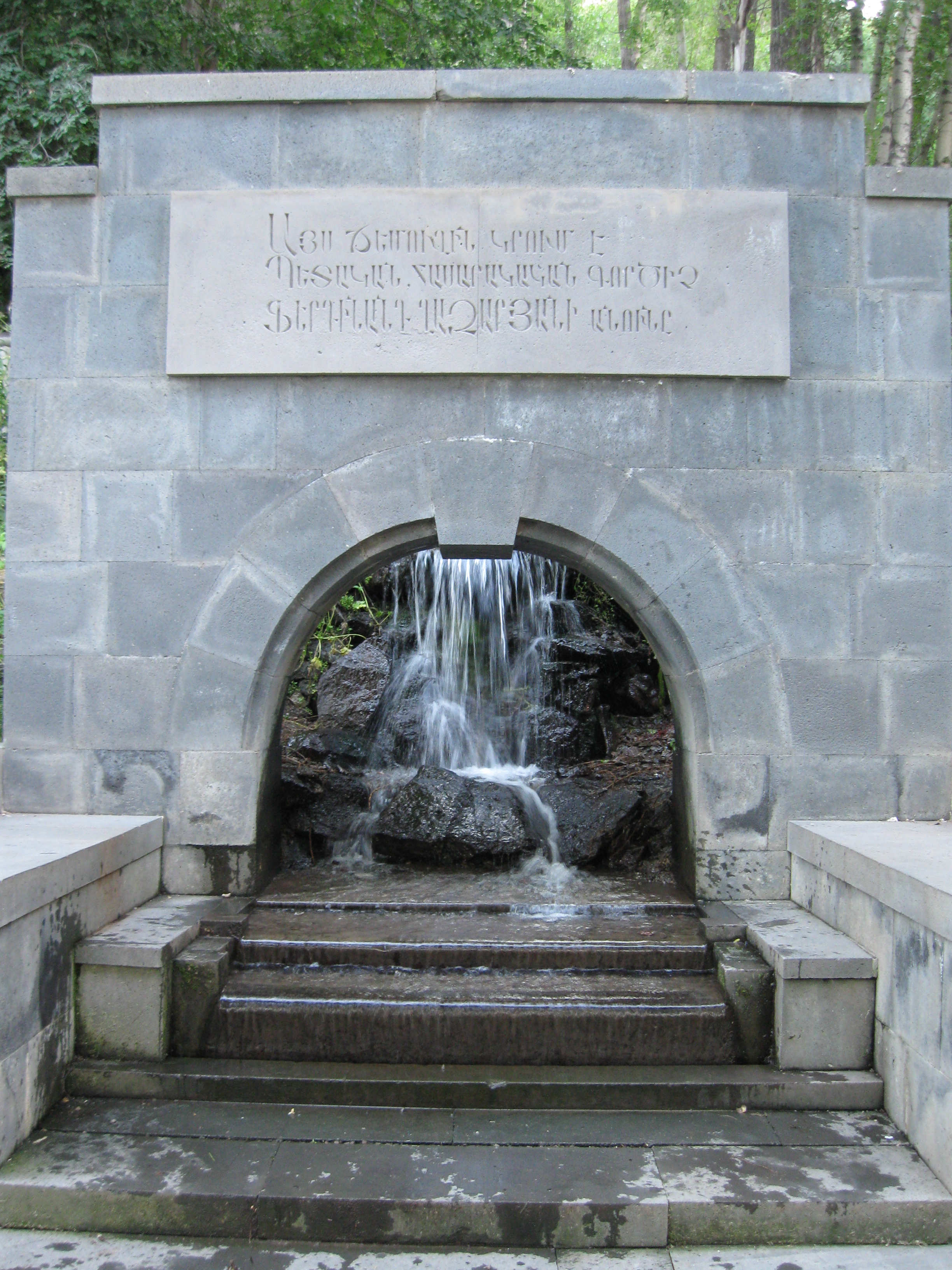

فردیناند کاراپتی قازاریان (ارمنی: Ֆերդինանդ Կարապետի Ղազարյան؛ زادهٔ ۱۶ دسامبر ۱۹۳۸) یک کارشناس علوم پرورشی، سیاستمدار اهل ارمنستان بود که از تاریخ ۱۹۹۰ تا تاریخ ۱۹۹۵ سمت نمایندگی دوره اول شورای عالی جمهوری ارمنستان را برعهده داشت.

## زندگی‌نامه
در ۱۶ دسامبر ۱۹۳۸ ‏در آزاتک به دنیا آمد و از دانشگاه دولتی علوم پرورشی خاچاطور آبوویان ارمنستان (۱۹۵۸) فارغ‌التحصیل شد.  وی در ۲۶ دسامبر ۱۹۹۷ در سن ۵۹ سالگی درگذشت.

## یادداشت
1. ↑  Մանկավարժական գիտությունների թեկնածու